# Engelblecker Straße 137 (Mönchengladbach)

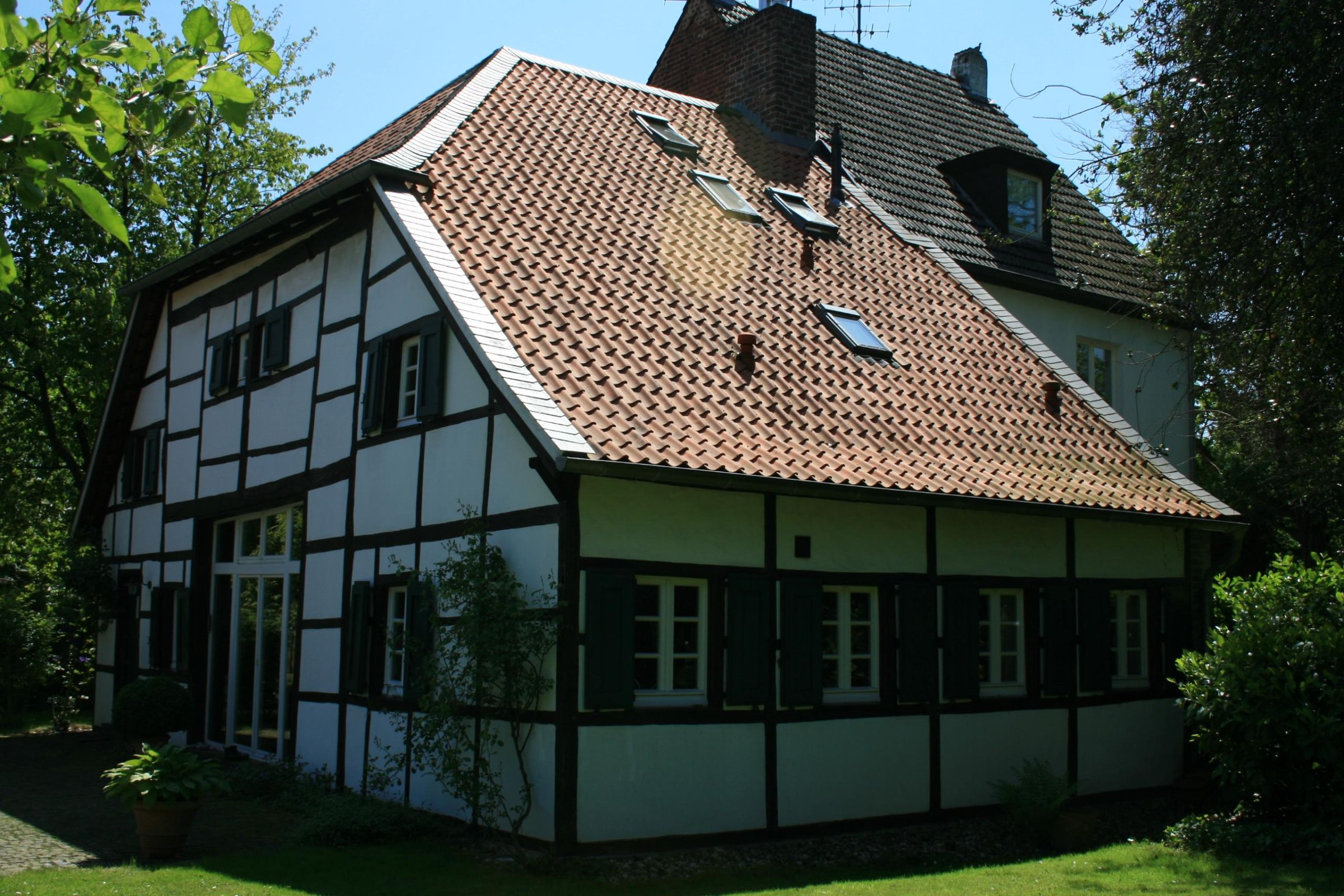
Fachwerkhaus (2011)

Das Fachwerkhaus Engelblecker Straße 137 steht im Stadtteil Neuwerk-Engelbleck in Mönchengladbach (Nordrhein-Westfalen).
Das Haus wurde im 18. Jahrhundert erbaut. Es ist unter Nr. E 023 am 1. März 1990 in die Denkmalliste der Stadt Mönchengladbach eingetragen worden.

## Architektur
Das Objekt liegt südlich von Neuwerk an dem alten Verbindungsweg nach Gladbach. Der Fachwerkhof aus dem 18. Jahrhundert ist eine um einen kleinen Hof gruppierte dreiseitige Anlage bestehend aus Wohnhaus und Scheune.

### Wohnhaus
Dreischiffiges längserschlossenes, zweigeschossiges Gebäude mit tief herabgezogenem Dach über den Abseiten. Fachwerkgefüge z. T. erhalten. Hohlpfannendach mit schiefergedeckten Graten, Orten sowie First.

### Scheune
Fachwerkscheune quererschlossen mit 6:3 Gefachen und Erweiterung unter nordwestlicher Abschleppung. Großes zweiflügeliges Tor mit separater Schlupfpforte. Ständerriegelfachwerk mit liegenden Gefachen.